# Singasten

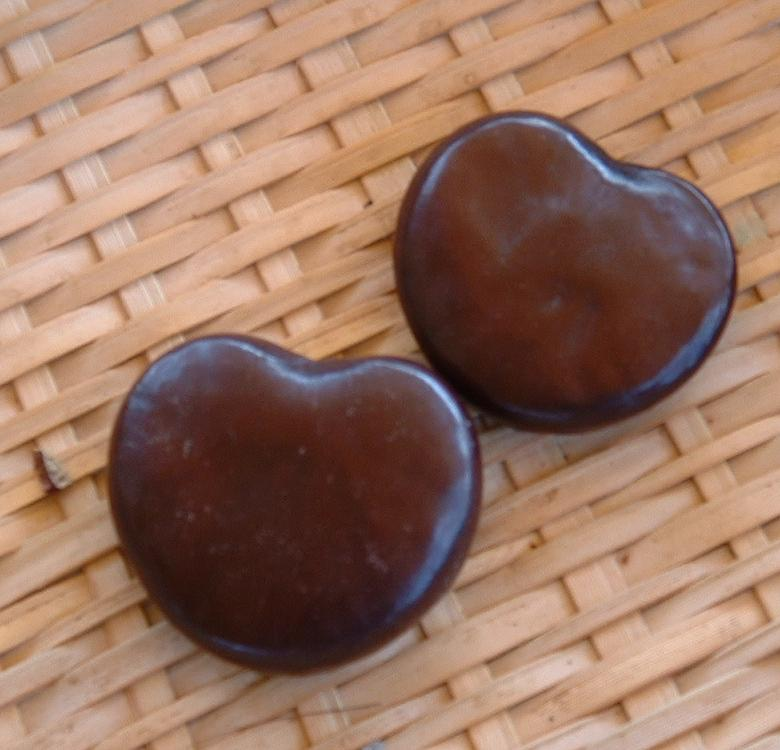
Entada gigas – signasteinar (?)

Singasten (norröna: Singasteinn) är i nordisk mytologi och enligt Snorre Sturlasson ett skär i havskanten där Heimdall och Loke kämpade om Frejas halssmycke Brísingamen, vilket Loke hade stulit. En annan möjlighet är att "Singasten" var namnet på det föremål om vilket de kämpade. I så fall har "Singasten" varit en alternativ benämning på Brisingasmycket.

## Källskrifterna
Singasten omtalas endast i Snorre Sturlassons Skáldskaparmál. I kapitel 8 står följande:
| Heimdall är Gulltopps ägare. Han är också Vågaskärs och Singastens besökare; där stred han mot Loke om Brísingasmycket. Han kallas också Vindlér [=vindskydd?]. Ulf Uggason kvad i Húsdrápa ett långt stycke efter den berättelsen. Där sägs det att de båda var i sälhamn. | Heimdalr er eigandi Gulltopps. Hann er ok tilsœkir Vágaskers ok Singasteins; þá deildi hann við Loka um Brísingamen. Hann heitir ok Vindlér. Úlfr Uggason kvað í Húsdrápu langa stund eptir þeiri frásǫgu; er þess þar getit er þeir váru í sela líkjum. |  |

Av det "långa stycket" i Húsdrápa har bara en strof bevarats. Den finns i Skáldskaparmál 16:
| Makternas vägrens vakt sig vant till Singasten svingar, snar mot Farbautes farligt frejdsluge son att fejda: anstor sonen av en och åtta mödrar brått tar sjönjuren skön: hans lön jag sjunger i balkens klungor. | Ráðgegninn bregðr ragna rein at Singasteini frægr við firna slœgjan Fárbauta mǫg vári; móðǫflugr ræðr mœðra mǫgr hafnýra fǫgru, kynnik, áðr ok einnar átta, mærðar þôttum. |  |

Makternas vägrens vakt är Heimdall, som i andra halvstrofen sägs vara son till nio mödrar. Farbautes son är Loke och "sjönjuren"  (hafnýra) är en kenning för Brisingasmycket. Det har antagits att Heimdall och Loke simmade ikapp till Singasten, och att det var Heimdall som kom först. I övrigt är myten om denna uppgörelse okänd.

### Tolkningar
De båda halvstroferna är variationer på samma tema. Konstruktionen "at Singasteini" gör Snorres tolkning – att Singasten är en plats – rimlig. Men utifrån den semantiska kontexten är det lika antagligt att Singasten är samma föremål som i andra halvstrofen kallas "den vackra sjönjuren" (hafnýra fǫgru), och som Snorre identifierar med Brisingasmycket.
Betydelsen av ordet singasteinn är oklar. Finnur Jónsson föreslog "gammal sten", från gotiskans sineigs ("gammal"). Birger Pering emenderade ordet till *signasteinn ("magisk sten") och antog att det kunde vara det norröna namnet på de drivbönor som golfströmmen ibland spolar upp på Färöarnas, Norges och Islands kuster. De största av dem, Entada gigas, är fem till sex centimeter breda, mörkt bruna eller röda till färgen och hjärt- eller njurformade. Dessa drivbönor har spelat en roll inom västnordisk folktro och folkmedicin, och deras lokala benämningar har ofta anspelat på njurformen. I Norge och på Färöarna har de kallats vettenyrer, där -nyrer betyder "njurar" och vette (vätte) är ett övernaturligt kollektivt väsen, som troligen kan sammankopplas med vanerna, vars främsta dis var Freja (Vanadís). Andra folkliga benämningar har varit løsningssteiner i Norge, och på Island lausnarsteinar ("förlossningsstenar"). De har inom folkmedicinen använts som amuletter för att underlätta förlossning, och har av kvinnor burits i bältet eller senare som mittsten i ett halsband.
Perings emendation har i stor utsträckning accepterats av folklorister och religionshistoriker. Rudolf Simek har dock invänt att om singasteinn i Húsdrápa 2 skall uppfattas som kenning för Brisingasmycket, så skulle ordet lika gärna kunna emenderas till sǫngvasteinn, "den ombesjungna stenen". En sådan rättelse skulle dock kräva ett något större ingrepp i texten.